# Сагитов, Марат Усманович
Мара́т Усма́нович Саги́тов (8 июля 1925, Аргаяш, Аргаяшский кантон, Башкирская АССР, РСФСР, СССР или Аргаяш — 15 ноября 1988, Москва) — советский физик, внёс существенный вклад в развитие теории гравиметрии и её практического использования. Доктор физико-математических наук, профессор, заслуженный деятель науки РСФСР.

## Биография
Родился 8 июля 1925 года в районном центре Челябинской области — посёлке Аргаяш. Отец — Сагитов Усман Ахметович, мать — Сагитова Асма Валеевна. В 1933 году Марат поступил в Аргаяшскую среднюю школу № 2.
В январе 1943 года из 10-го класса Марат Сагитов был призван в ряды Красной Армии. После обучения на ускоренных курсах Севастопольского училища зенитной артиллерии в звании младшего лейтенанта был направлен на фронт. Служил в должности командира взвода зенитных орудий. С боями прошёл по территории Румынии, Прибалтики, Польши. Войну закончил в Восточной Пруссии.
После завершения военной службы, в 1946 году в звании старшего лейтенанта сдал вступительные экзамены в Московский Государственный университет имени М. В. Ломоносова на Механико-математический факультет. В 1951 году, по завершении обучения в МГУ поступил в аспирантуру (научный руководитель — профессор Сорокин Л. В.). В 1954 году защитил кандидатскую диссертацию по теме «Анализ методов интерпретации гравитационных наблюдений».
Всю свою научную жизнь Сагитов Марат Усманович провёл в стенах Государственном астрономическом институте имени П. К. Штернберга, где занимался научной и педагогической деятельностью. Под научным руководством профессора Сагитова М. У. было подготовлено 10 кандидатских диссертаций. Сагитов М. У. является автором 117 научных работ.
За годы работы в ГАИШе Марат Усманович Сагитов оставил большое научное наследие в различных направлениях гравиметрии. В Государственном Астрономическом институте имени П. К. Штернберга он многие годы руководил отделом гравиметрии, занимал должность заместителя Директора ГАИШ по научной работе.
Марат Усманович Сагитов ушёл из жизни 15 ноября 1988 года. Похоронен на Кунцевском кладбище в Москве. С 1995 года ГАИШ регулярно проводит конференцию, посвящённую памяти М. У. Сагитова — «Сагитовские чтения».

## Научная деятельность
После окончания механико-математического факультета МГУ, с 1952 по 1958 годы Марат Усманович Сагитов участвовал в изучении гравитационного поля мирового океана. Под его руководством и при непосредственном участии были проведены испытания морского гравиметра и исследования влияния на ошибки определения силы тяжести глубины погружения подводной лодки с морским гравиметром.
Марат Усманович провёл исследование гравитационных полей Луны и планет Солнечной системы. Им был внесён существенный вклад в изучение гравитационных полей планет, их формы и внутреннего строения (планетная гравиметрия). В 1962 году была опубликована работа Сагитова М. У. о распределении силы тяжести на Луне, выводы которой были позднее подтверждены экспериментально. Марат Усманович выполнил комплекс работ по измерению гравитационной постоянной.
С середины 1960-х годов была начата подготовка к проведению эксперимента по определению величины гравитационной постоянной. К 1968 году была разработана теория вышеупомянутого эксперимента. Эта теория учитывала ряд эффектов, влияющих на точность проводимых измерений. В итоге было получено значение гравитационной постоянной. Это легло в основу докторской диссертации Сагитова М. У. по теме «Постоянная тяготения, масса и средняя плотность Земли». В 1980-е годы Сагитов М. У. работал над созданием симбиоза гравиметрии и метрологии нового направления в гравиметрии — «камерной гравиметрии». Было доказано, что результаты высокоточных измерений зависят от микроструктуры локального гравитационного поля.
Свою научную деятельность Марат Усманович совмещал с работой в редколлегиях журналов «Известия АН СССР. Физика Земли» и «Астрономический вестник». Кроме этого, участвовал в качестве эксперта в работе Высшей аттестационной комиссии.

## Семья
- Жена — Тамара Николаевна Сагитова (07.01.1929 — 31.07.2019);
- Сын — Евгений Маратович Сагитов (род. 05.09.1955);
- Сын — Игорь Маратович Сагитов (род. 14.11.1956).

## Награды
- орден Красной Звезды (1944)[10][11]
- орден Отечественной войны II степени (1945)[12][13]
- орден Отечественной войны II степени (1985)[10][14]
- Заслуженный деятель науки РСФСР (1985)[15]
- Медаль «За победу над Германией в Великой Отечественной войне 1941—1945 гг.» (1945)[16]
- Медаль «За взятие Кёнигсберга» (1945)[17][16]
- Медаль «За трудовую доблесть» (1976)[18]
- Медаль «Двадцать лет победы в Великой Отечественной войне 1941—1945 гг.» (1965)
- Юбилейная медаль «50 лет Вооружённых Сил СССР» (1969)
- Медаль «В ознаменование 100-летия со дня рождения Владимира Ильича Ленина» (1970)
- Медаль «Тридцать лет Победы в Великой Отечественной войне 1941—1945 гг.» (1975)
- Юбилейная медаль «60 лет Вооружённых Сил СССР» (1979)
- Медаль «Ветеран труда» (1984)
- Медаль «Сорок лет Победы в Великой Отечественной войне 1941—1945 гг.» (1985)
- Юбилейная медаль «70 лет Вооружённых Сил СССР» (1988)
- Почётный знак «За отличные успехи в области высшего образования СССР»
- Золотая медаль ВДНХ[19]

## Публикации
Книги
- К. Е. Веселов, М. У. Сагитов. учебник для ВУЗов «Гравиметрическая разведка». — М.: Недра, 1968.
- М. У. Сагитов. Постоянная тяготения и масса Земли. — М.: Наука, 1969.
- М. У. Сагитов. Лунная гравиметрия. — М.: Наука, 1979.
- В. К. Милюков, М. У. Сагитов. Гравитационная постоянная в астрономии. — М.: Знание, 1985.
- M. U. Sagitov, B. Bodri, V. S. Nazarenko, Kh. G. Tadzhidinov. Lunar Gravimetry. — London.: ACADEMIC PRESS INC(LONDON) LTD, 1986.

Статьи
- М. У. Сагитов. Определение глубины центра тяжести аномального тела по данным гравиметрической съёмки // Вестник МГУ, серия математика и механика. — МГУ, 1959. — № 1.
- М. У. Сагитов. Расчёт горизонтальной составляющей притяжения в верхнем полупространстве и использование её для определения аномальных масс // Труды ГАИШ. — МГУ, 1960. — Т. XXX.
- М. У. Сагитов. Расчёт второй вертикальной производной от аномалии силы тяжести, и использование её для определения аномальных масс // Прикладная геофизика. — 1960. — Вып. 27.
- М. У. Сагитов. Вертикальная составляющая притяжения для некоторых куполообразных тел простой геометрической формы // Сообщения ГАИШ. — 1961. — № 119.
- Д. Д. Иваненко, М. У. Сагитов. О гипотезе расширения Земли // Вестник МГУ, cepия физика-астрономия,. — 1961. — № 6.
- М. У. Сагитов. Вертикальные ускорения первого порядка и учёт их при измерениях силы тяжести на море // Сообщения ГАИШ. — МГУ, 1962. — № 123.
- Г. Д. Марчук, М. У. Сагитов. Поправка Этвеша за счёт течений при морских определениях силы тяжести // Геофизический бюллетень. — М.: АН СССР, 1962. — № 11.
- Н. П. Грушинский, М. У. Сагитов. Роль морских течений при изучении внешнего гравитационного поля // Сборник  «Гравиметрич. Морские исследования». — М.: МГУ, 1963. — Вып. 2.
- M. U. Sagitov, V. A. Kuzivanov. Eotvos Lorand exzmeinek fejlodese a Szovjetunioban a gravimetria teruleten. — Budapest: vengrFizikai szemle, 1964. — № 2.
- Н. П. Грушинский, М. У. Сагитов. Некоторые соображения о поле силы тяжести Луны // Астрономический журнал. — М.: Наука, 1962. — Т. 39, № 1.
- Н. П. Грушинский, М. У. Сагитов. О наблюдении силы тяжести во время полного солнечного затмения // Вестник МГУ, физика-астрономия, серия III. — М., 1962.
- М. У. Сагитов. К теории определения постоянной тяготения с помощью крутильных колебаний коромысла с грузами // Сообщения ГАИШ. — М.: МГУ, 1964. — № 135.
- Н. П. Грушинский, М. У. Сагитов. Гравиметрические исследования в ГАИШ // История и методология естественных наук. — М.: МГУ, 1968. — Вып. VII.
- М. У. Сагитов. Рецензия на книгу M.Kaputo. The Gravity Field of the Earth(New-York — London, 1967) // Астроном. Журнал. — М.: АН СССР, 1968. — Т. 45, № 4.
- М. У. Сагитов. Учёт влияния гравитационного поля окружающих масс на результат определения постоянной тяготения методом крутильных колебаний // Вестник МГУ, физика-астрономия, серия III. — М.: МГУ, 1969.
- М. У. Сагитов. Современное состояние задачи определения постоянной тяготения и массы Земли // Астрономический журнал. — М.: АН СССР, 1969. — Т. 46, № 4.
- М. У. Сагитов. Момент сил взаимного притяжения пробных масс в задаче определения постоянной тяготения // Сообщения ГАИШ. — М.: МГУ, 1970. — № 167.
- М. У. Сагитов. К теории определения постоянной тяготения методом крутильных колебаний // Сообщения ГАИШ. — М.: МГУ, 1970. — № 167.
- M. U. Sagitov. Gravitation konstante, Masse und mittlere Dichte der Erde // В материалах конференции: Symposium Geodasic und Physik der Erde. Potsdam. 1970. — Berlin: Vermessungstechnik, 1971. — № 2.
- М. У. Сагитов, Т. С. Чеснокова. Момент сил притяжения пробных масс в виде круговых цилиндров // Проблемы гравиметрических измерений, Труды ВНИИОФИ, экспериментальная физика, сер. Б. — М., 1971. — Вып. 1.
- В. К. Милюков, М. У. Сагитов. Формулы для расчёта производных потенциала притяжения кругового цилиндра конечной длины // Проблемы гравиметрических измерений, Труды ВНИИОФИ, экспериментальная физика, сер. Б. — М., 1971. — Вып. 1.
- Л. Г. Бучнева, М. У. Сагитов. Определение постоянной тяготения при несимметрично расположенных пробных массах // Труды ХГНИИ метрологии. — Харьков, 1972. — Вып. 8.
- М. У. Сагитов. Рецензия на книгу M.Bursa. Zaklady kosmicka geodezie, 1970 // Новые книги за рубежом. — М.: Мир, 1972. — № 8.
- Ю. Д. Буланже, М. У. Сагитов. Об определении постоянной тяготения и измерениях некоторых тонких гравитационных эффектов // Определение пост, тяготения и измерение некоторых тонких гравитационных эффектов. — М.: Наука, 1973.
- М. У. Сагитов, Т. С. Чеснокова. Опыт определения общего закона затухания колебаний // Определение пост, тяготения и измерение некоторых тонких гравитационных эффектов. — М.: Наука, 1973.
- М. У. Сагитов. О моменте силы взаимного притяжения пробных масс // Сообщения ГАИШ. — М.: МГУ, 1973. — № 187.
- U. D. Bulange, M. U. Sagitov. Determination of gravity constant and measurement of certain fine gravity effects // Washington, D.C, U.S.. — Washington, D.C, U.S.: Covernment Printing Office, 1974.
- M. U. Sagitov. A correction in determination of the Cavendish constant // Washington, D.C, U.S.. — Washington, D.C, U.S.: Covernment Printing Office, 1974.
- В. С. Зеленков, И. И. Калинников, В. М. Попов, М. У. Сагитов. Влияние светового потока на добротный маятник в вакууме // Сообщения ГАИШ. — М.: МГУ, 1974. — № 191.
- М. У. Сагитов. Методика вывода по записи колебания неизвестных параметров в задаче определения постоянной тяготения // Сообщения ГАИШ. — М.: МГУ, 1974. — № 187.
- М. У. Сагитов. Гравитационное поле Луны и использование его для решения некоторых астрометрических задач // Современные проблемы позиционной астрометрии. — М.: МГУ, 1975.
- И. И. Калинников, М. У. Сагитов. Использование методов трансформации при определении кавендишевой гравитационной постоянной // Сообщения ГАИШ. — М.: МГУ, 1976. — № 194.
- М. У. Сагитов, В. А. Стрельцов. Оценка инормативности гравитационного поля // Сообщения ГАИШ. — М.: МГУ, 1976. — № 194.
- В. К. Милюков, Е. А. Монахов, М. У. Сагитов и др. Новое определение кавендишевой гравитационной постоянной // Релятивистская астрофизика, космология и гравитационный эксперимент, Труды Ин-та физики АН БССР. — Минск, 1976.
- И. И. Калинников, М. У. Сагитов. Измерение гравитационной постоянной и проблема сравнения гравитационных и атомных часов // Релятивистская астрофизика, космология и гравитационный эксперимент, Труды Ин-та физики АН БССР. — Минск, 1976.
- В. К. Милюков, Е. А. Монахов, М. У. Сагитов и др. Об определении кавендишевой гравитационной постоянной // Сообщения ГАИШ. — М.: МГУ, 1978. — № 202—203.
- Н. П. Грушинский, М. У. Сагитов, Чан Ван Няк. Нормальный геоид // Сообщения ГАИШ. — М.: МГУ, 1978. — № 202—203.
- M. U. Sagitov, L. Stegena, V. K. Milukov, E. A. Monahov et al). The Constant of Gravitation. (Edited by L. Stegena and M. Sagitov). — Budapest: Akademia Kiado, 1979.
- В. К. Милюков, Е. А. Монахов, М. У. Сагитов и др. Новое определение кавендишевой гравитационной постоянной // Доклады АН СССР. — М.: АН СССР, 1979. — Т. 245, № 3.
- В. К. Милюков, Е. А. Монахов, М. У. Сагитов и др. Результаты определения кавендишевой гравитационной постоянной, массы и средней плотности Земли // Астрономический циркуляр АН СССР. — М., 1979. — № 1038.
- M. U. Sagitov. The diffusion of Eotvos ideas in the Soviet Union. Eotvos University. — Budapest, 1979.
- V. К. Milukov, E. A. Monachov, M. U. Sagitov et al. New determination of the Cavendish gravitational constant // Internal. Aerospace Abstracts. — 1979. — Вып. А79- 37197.
- И. И. Калинников, М. У. Сагитов. Физические постоянные и проблема технических и фундаментальных измерений // Сообщения ГАИШ. — М.: МГУ, 1980. — № 210.
- М. У. Сагитов, Х. Г. Таджидинов, Б. О. Михайлов. Модель гравитационного поля Фобоса // Астрономический вестник. — М.: Наука, 1981. — Т. XV, № 3.
- M. U. Sagitov, Kh.G.Tadzhidinov, B. O. Michajlov. On the gravitational field of Phobos // . In: Lunar and Planetary Sciense. — Texas,Houston: NASA, 1981. — Вып. XII.
- Н. П. Грушинский, М. У. Сагитов, Чан Ван Няк. Аномалии силы тяжести и высоты геоида относительно нормального геоида 8-го порядка // Сборник  «Гравиметрич. Морские исследования ». — М., 1982.
- Н. П. Грушинский, М. У. Сагитов, Чан Ван Няк. Интерпретация краевого гравитационного эффекта в свете плитовой тектоники в областях, приуроченных к Яванскому н Курильскому желобам // Сборник  «Гравиметрич. Морские исследования». — М., 1983.
- V. K. Milukov, M. U. Sagitov. A Cavendish-Fele gravitacios allando meghatarozasanak es lehetseges terbeli, idobeli valtozasaival foglalkogo prolemak mai allasa // Fizikai Szemle. — Budapest, 1983. — № 1.
- М. У. Сагитов. Неоднородность гравитационного поля в лаборатории и его влияние на результаты измерения фундаментальных гравитационных констант // Abstracts XYIII General. Ass. MGG. — Hamburg, FRG, 1983.
- А. В. Веряскин, В. С. Назаренко, М. У. Сагитов. Принципы и методы изучения гравитационного поля // Геодезия и картография. — 1983. — № 11.
- М. У. Сагитов, Х. Г. Таджидинов. Изогравитационные поверхности Луны на разных высотах // Труды ГАИШ. — 1983. — Т. 53.
- М. У. Сагитов. Неоднородность гравитационного поля помещений и выбор места для проведения гравитационных экспериментов // Известия АН СССР серия Физика Земли. — АН СССР, 1984. — № 3.
- М. У. Сагитов. Влияние неоднородности гравитационного поля помещений на результаты гравитационных экспериментов // Известия АН СССР серия Физика Земли. — АН СССР, 1984. — № 4.
- М. У. Сагитов. Возможная интерпретация расхождения результатов определения абсолютной силы тяжести в Севре // Доклады АН СССР, Геофизика. — 1984. — Т. 274, № 2.
- В. В. Бровар, В. Л. Пантелеев, М. У. Сагитов. О современной гравиметрии и некоторых её проблемах // Основные направления астрономических исследований в Московском Университете. — М.: МГУ, 1985.
- М. У. Сагитов. Теория поправок в результаты маятниковых определений силы тяжести за счёт неоднородности гравитационного поля // Известия АН СССР, Физика Земли. — 1986. — № 3.
- А. В. Копаев, М. У. Сагитов, С. В. Харитонов. Пространственные редукции при измерении абсолютного значения силы тяжести // Сборник научных трудов МГК, в книге Повторные гравиметрические наблюдения. — 1967.
- М. У. Сагитов, В. В. Харитонов. Опыт изучения неоднородности гравитационного поля над постаментом гравиметрической лаборатории ИФЗ АН СССР в Ледово // Метрология. — 1986. — № 1.
- М. У. Сагитов. Камерная гравиметрия и фундаментальные гравитационные эксперименты // Метрология. — 1986. — № 1.
- Ю. Д. Буланже, М. У. Сагитов. К вопросу локальных пространственно-временных редукций измеренных значений абсолютной силы тяжести // АН СССР Доклады АН СССР. — 1986. — Т. 288, № 5.